# Guarbønne
Guarbønne (Cyamopsis tetragonoloba) er en plante i ærteblomstfamilien som bruges til at producere guargummi.
Guarbønnens oprindelsessted er ukendt, da planten er ikke kendes vildtvoksende. Det antages at den stammer fra den afrikanske slægtning Cyamopsis senegalensis, og er videreudviklet i Indien og Pakistan hvor den er blevet dyrket i århundreder. Guarbønnen trives godt i steppeklima, men hyppige regnvejr er nødvendige.
Guarbønnen er en god plante at bruge i vekseldrift da den lever i symbiose med kvælstoffiksererende bakterier. Guarbønnen har mange anvendelser som spiseplante for mennesker og dyr, men udvinding af guargummi fra frøerne er i dag den vigtigste anvendelse. Efterspørgslen efter guargummi er stigende på grund af industriel brug ved produktion af olieskifergas. Omkring 80 % af verdensproduktionen er sker Indien og Pakistan, men på grund af stor efterspørgsel, bliver planten også dyrket nye steder.

## Biologi
Guarbønnen er en 2-3 m høj urt. Den har pælerod og har rodknolde med knoldbakterier som kan optage kvælstof i den øverste del af rodsystemet. Blade og stængler er ofte hårede, afhængig af sorten. Blomsterne er hvide eller blålige. Bælgene som er flade og tynde, indeholder 5-12 små ovale frø som er omkring 5 mm lange. De modne frø er normalt hvide eller grå. Ved stor fugtighed kan de blive sorte og miste deres spiringsevne.
Frøene har en proteinrig kim (43-46 %) og en forholdsvis stor frøhvide (34-40 %) som indeholder store mængder galaktomannan. Galaktomannan er et polysakkarid som indeholder polymerer af mannose og galaktose i forholdet to til en med mange forgreninger.

## Billeder
- Planter
- Blomster
- Bælge
- Frø